# Fava
|  | Per a altres significats, vegeu «Fava (desambiguació)». |

La favera (Vicia faba) o fava (del grec fáva, φάβα) és una planta lleguminosa conreada per emprar com a aliment el seu fruit i les seves llavors. El nom fava s'aplica tant a la llavor, al fruit, que es consumeix tendre, o a la planta sencera.

## Descripció botànica
La fava pertany al gènere Vicia i és la planta «tipus» de la família Fabaceae. És una planta anual herbàcia robusta, pot ultrapassar el metre d'alçada. Fulles compostes pinnades. Folíols ovats acabats en punta, de color glauc. Inflorescència en raïm de dos a cinc flors (a voltes flor solitària), amb la corol·la blanca o rosada amb taques negres. El fruit és un llegum que conté les llavors de forma oval i aplatada, les faves.
La fava té dues formes varietats principals:
- Varietat "major": planta de 40 a 120 cm d'alçada, el seu fruit, la fava, es consumeix encara tendre i en estat de poc desenvolupament. També es menja la tavella sencera. Antigament, s'aprofitava el gra sec fent-ne una farina de gran valor proteic. És planta d'horta que molt sovint es fa en secà.
- Varietat "minor" o fava dels cavalls és més rústega de mida més petita de 30 a 50 cm i també el fruit sec és més petit que la varietat anterior. És planta de terra campa i d'aprofitament per fer-ne pinso.[4]
- Varietat Prohabón, que arriba a contenir fins a un 45% de proteïna bruta, és destinada únicament a l'alimentació animal.[5][6]

## Conreu

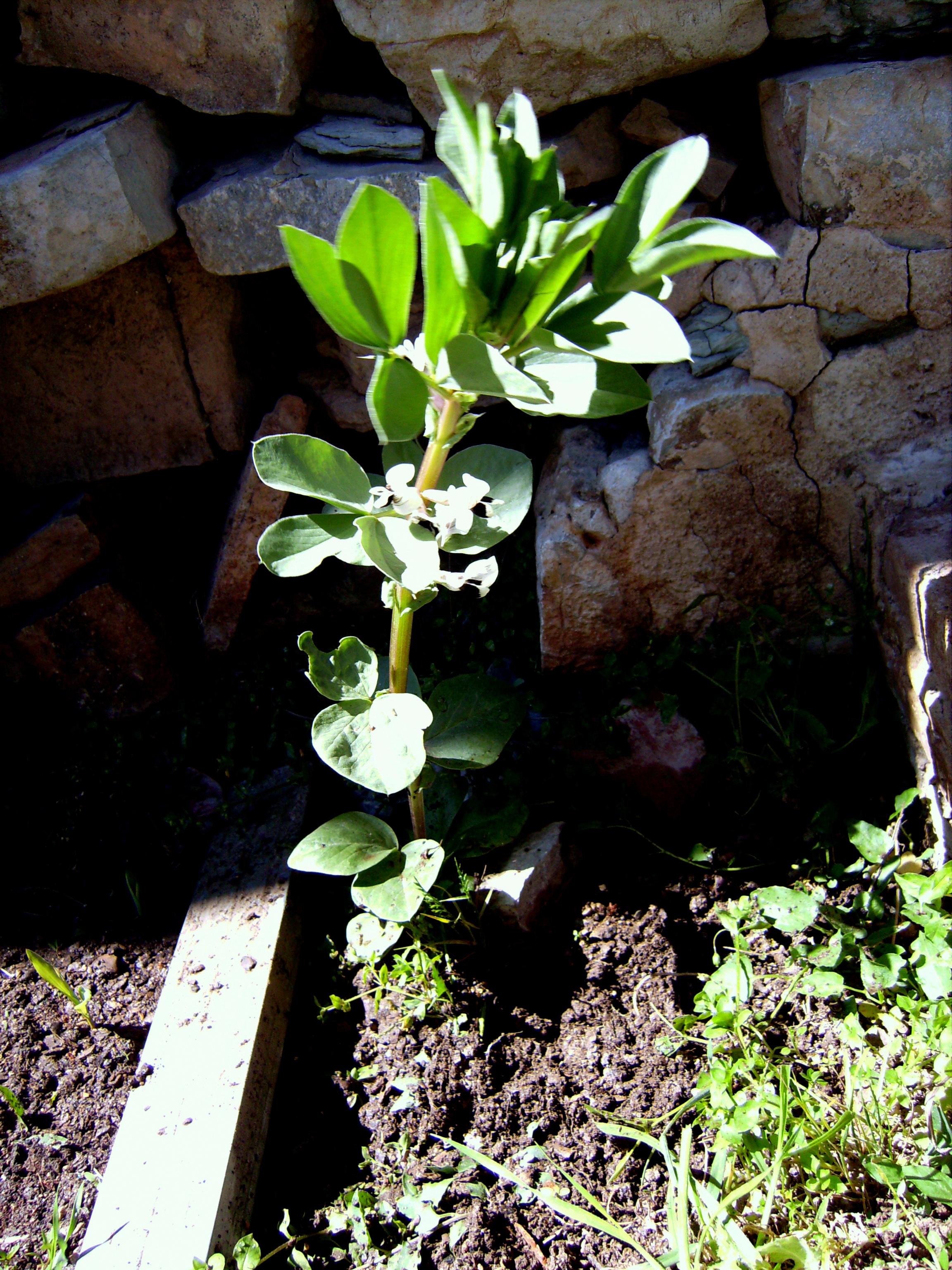
Planta florida

- Sembra: És una planta pròpia de terres més aviat fortes o argiloses. En climes temperats se sembren de setembre a novembre i en els més freds al febrer. La sembradura primerenca només val la pena fer-la en terres especialment càlides, car la fava pot estar dos o tres mesos absolutament aturada fins que arriba la primavera.
- Resistència a glaçades: La part aèria només suporta les lleugeres (fins a 4 sota zero) encara que un cop glaçada torna a rebrotar. Les seves flors i tavelles acabades de quallar no suporten més enllà d'1 o 2 sota zero.
- Feines de conreu: Desherbatge mecànic o amb herbicida, en els horts s'acotxa la terra a la planta per enfortir-la. En l'adobat no cal incorporar nitrogen, ja que el sintetitzen per la simbiosi amb microorganismes (Rhyzobium). La collita és manual en l'horta i mecanitzada en els favons.
- Malalties i plagues: És molt atacada pel pugó negre de la fava (Myzus fabae), sobretot les sembres fetes massa tard, però en general és la més rústega de les lleguminoses.

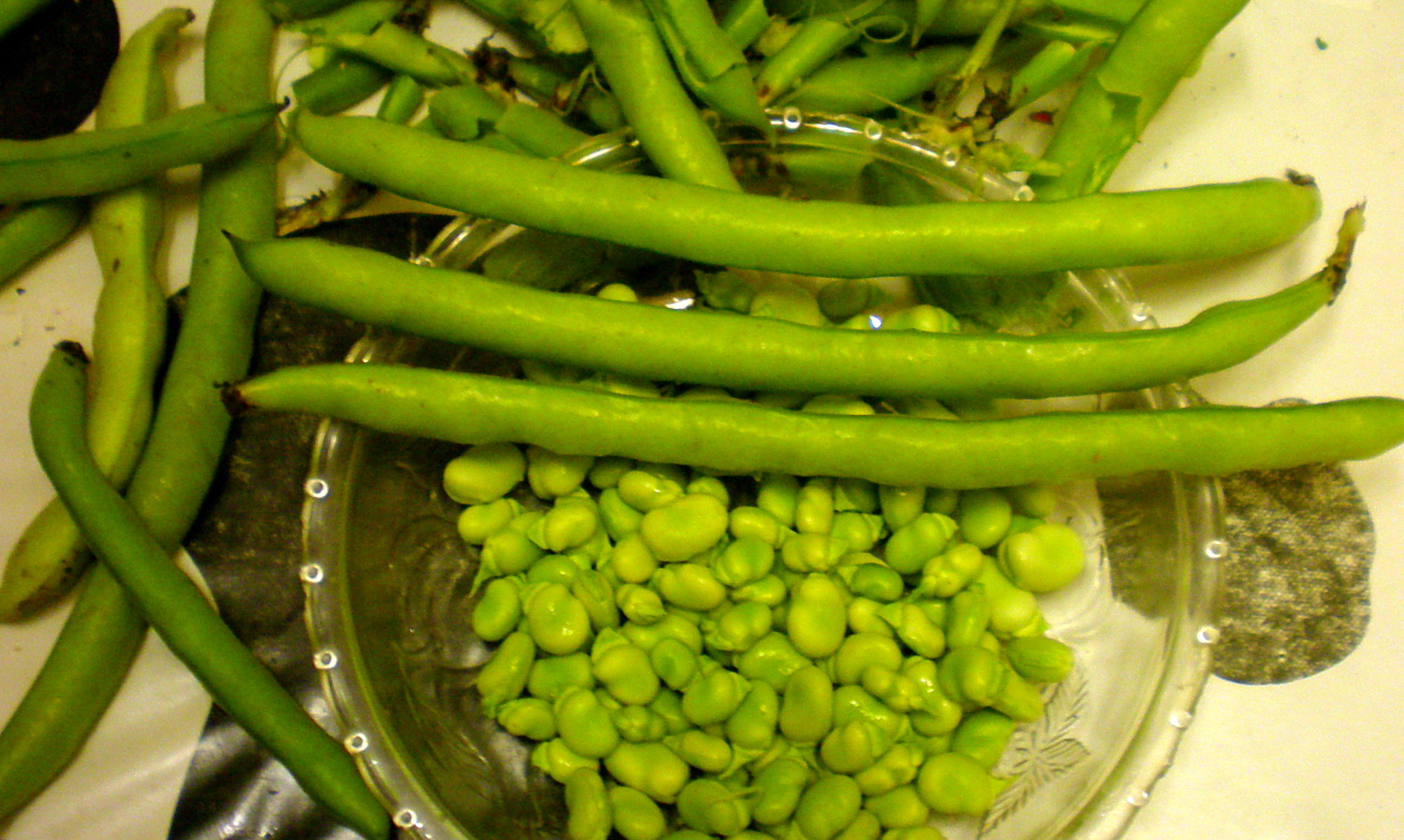
Faves de la varietat Histal

## Varietats de fava d'horta
Les varietats d'horta més coneguda són la Aguadulce de Sevilla, La Mutxamel del País Valencià i la de Maó. La fava que dona un millor rendiment és la Histal (fins a dotze grans), mentre que la més apreciada de les de Mutxamel és la Reina mora.

## Propietats del fruit
El fruit de les faves, la llavor d'un llegum també anomenada fava, té un alt percentatge de proteïna (fins al 30%) i són apreciades en plats vegetarians i vegans.

## Aspectes nutricionals
Des del punt de vista del consum humà les faves són semblants a altres llegums. Poden consumir-se tendres (amb tavella o pelades), crues o cuites. En estat madur poden consumir-se verdes i just collides o deixar-les assecar per a menjar-les tot l'any. Una possibilitat molt freqüent és la de comprar-les congelades.
Les faves contenen una quantitat important de proteïnes, hidrats de carboni complexos, greixos, fibra, potassi, vitamines i aigua (en funció del seu estat).

### Fibra
La fibra forma part d’una dieta saludable. Contribueix a regularitzar el trànsit intestinal i, a més, en arribar a l’intestí gruixut les fibres són fermentades per la microflora del còlon i generen productes beneficiosos per a l'organisme.

### Àcid fòlic
L'àcid fòlic o vitamina B9 és una vitamina hidrosoluble relacionada amb la maduració de proteïnes estructurals com ara l'hemoglobina.

### Potassi
El potassi és un electròlit relacionat amb la transmissió nerviosa i la contracció muscular. Equilibra alguns efectes del sodi en la regulació de la tensió arterial i és essencial en la regulació de la contracció cardíaca.

## Curiositats
- Els pitagòrics, segons alguns autors, s'abstenien de menjar faves. Hi ha interpretacions literals d’aquest fet mentre que altres opinen que la prohibició es referia a “l'abstenció de participar en votacions polítiques” (efectuades a Grècia amb faves seques).[12]
- En els típics tortells de Reis hi ha una fava seca amagada. Qui la troba ha de pagar un altre tortell.[13]
- Cada bajoca de faves acostuma a contenir sis llavors. Trobar una bajoca amb set llavors es considera en alguns indrets senyal de bona sort en el futur.[14]
- Cada any, cap a l'equinocci de primavera una llevantada castiga la costa catalana. El fenomen és conegut com el temporal de les faves o el llevant de les faves.[15][16]
- Segons Pausànies, Kyamites era el semideu de les faves, un deu connectat amb els Misteris d'Eleusis.[17]

## Frases fetes
- “Treure faves d’olla”, “Això són faves comptades”, “No poder dir fava”.[18][19][20]

## Documents
Una mostra de documents hauria de permetre una millor comprensió del tema. A continuació una relació no exhaustiva de referències puntuals ordenada cronològicament.
- 44 aC. Ciceró en l'obra De divinatione parla dels pitagòrics que s'abstenien de menjar faves.[21]

- c50 dC. Plini el Vell[22]

- c50 dC. Luci Juni Moderat Columel·la[23][24]

- c80 dC. Dioscòrides Pedaci va parlar de les faves.[25]

- c200 dC. Climent d'Alexandria.[26][27]

- c250? Marc Gavi Apici en la seva obra De re coquinaria presentà cinc receptes de cuinar faves.[28]

- 1331. En un inventari de la coca Sant Climent hi figura "un barril de faves".[29]

- 1324. Al llibre de Sent Soví hi ha una recepta amb faves.[30][31]

| «                                                                 | Si vols aparellar faves tendres amb llet d’ametlles es fa així: pren les faves i renta-les bé amb aigua calenta que aviat seran cuites. I agafa llet d’ametlles i posa-les a coure amb la llet, oli i sal. I posa-hi ceba escaldada amb aigua bullent. I quan siguin cuites posa-hi julivert, alfàbrega i moraduix i altres bones espècies i un poc de gingebre i d'agràs. | » |
| — Llibre de Sent Soví. Capítol CXVI (adaptació al català actual). | |   |

- 1375. La gent menjava pa de faves en temps d’escassetat de cereals.[32]
- 1462. Guerra Civil catalana. Votacions amb faves.[33]

- 1498. Votacions amb faves a la vila d'Olot.[34]

- 1513. Gabriel Alonso de Herrera.[35]

- 1611. Miquel Agustí, en l'obra Llibre dels secrets d'agricultura, casa rústica i pastoril, parla sobre el conreu de les faves.[36]